# 永山忠則
永山 忠則（ながやま ただのり、1897年（明治30年）10月14日 - 1984年（昭和59年）6月13日）は、昭和期の政治家。自治大臣・国家公安委員会委員長。勲一等旭日大綬章受章（1969年）。広島県比婆郡敷信村（現・庄原市）出身。庄原市名誉市民（1981年）。

## 来歴・人物
広島県立広島中学校（現・広島県立国泰寺高校）出身で岩畔豪雄と同級。1924年に中央大学法学部予科を卒業後、女子師範学校の教師を務めた。1926年、20代で敷信村（現・庄原市）村長となり、八期務めた。その後、広島県議会議員を経て1936年の第19回衆議院議員総選挙に昭和会公認で初当選。1938年に施行された国民健康保険法の法案作成に関与。1939年、厚生参与官となる。1940年、広島中学校の先輩・末次信正海軍大将を中心とする「東亜建設国民連盟」に参加。1941年の翼賛議員連盟結成には参加せず、1945年には東條内閣打倒を目指す岸信介を中心とする「護国同志会」を井野碩哉、赤城宗徳、船田中らと結成した。この結成は翼賛政治会の弱体化を招いた。
戦後は占領政策で公職追放。このため、氷屋やタクシー会社経営などに携わった後、1951年にようやく追放解除。1954年、広島県北部に新しく発足した庄原市の初代市長となる。翌1955年の第27回衆議院議員総選挙に立候補し当選、国政に復帰した。以降、1972年の第33回衆議院議員総選挙まで10回当選。この間、自由民主党に所属し、防衛政務次官、社会労働・内閣両委員長を歴任。1964年の第1次佐藤内閣第1次改造内閣で自治大臣・国家公安委員会委員長に就任した。
1955年7月、衆議院本会議での戦争受刑者の即時釈放要請に関する決議案の趣旨弁明は有名。
生涯を保険問題、軍人恩給、農地補償など、言うなれば"うしろ向き"な問題と取り組んだ。国民健康保険中央会会長を長く務め、武見太郎とも親しく、国民健康保険法の第一人者と呼ばれた。自動車損害賠償保障法制定にも関与した他、社会労働委員長時代には、身体障害者雇用促進法の制定、また原爆医療法の改正などに尽力。軍恩議員協議会発足時には代表を務め、加算復元による恩給改善をもたらし、池田内閣が踏み切ったレモンの自由化には強硬に反対した。自治大臣時代には地方交付税交付金の引き上げを実現させた。熱心な紀元節復活論者で、内閣委員長在任時に国民の祝日法案を採択した。野党議員にはネクタイを引っ張られ首を絞められ失神しながらもなお、法案を可決に持ち込んだり、永山と同じく広島県出身の池田勇人自民党総裁の三選阻止に事務長格として動き、代議士会などで痛烈なヤジを飛ばすなど自民党内で最も右寄りのグループに属し"タカ派の闘将"として知られた。こうした一本気な気性が、往々にして誤解を招き入閣が遅れたといわれる。
1969年、勲一等旭日大綬章受章。1972年の第33回衆議院議員総選挙で10回目の当選を果たし、1976年に政界を引退した。永山の引退で広島県北部の有力政治家がいなくなったため、亀井静香が警察庁の職を辞し、広島県第3区から1979年の第35回衆議院議員総選挙に出馬当選して政治家としてのキャリアをスタートさせた。なお、亀井が初出馬時に自民党の公認を得られたのは、永山の尽力によるものである。
1984年6月13日死去。享年87。